# Yatagan

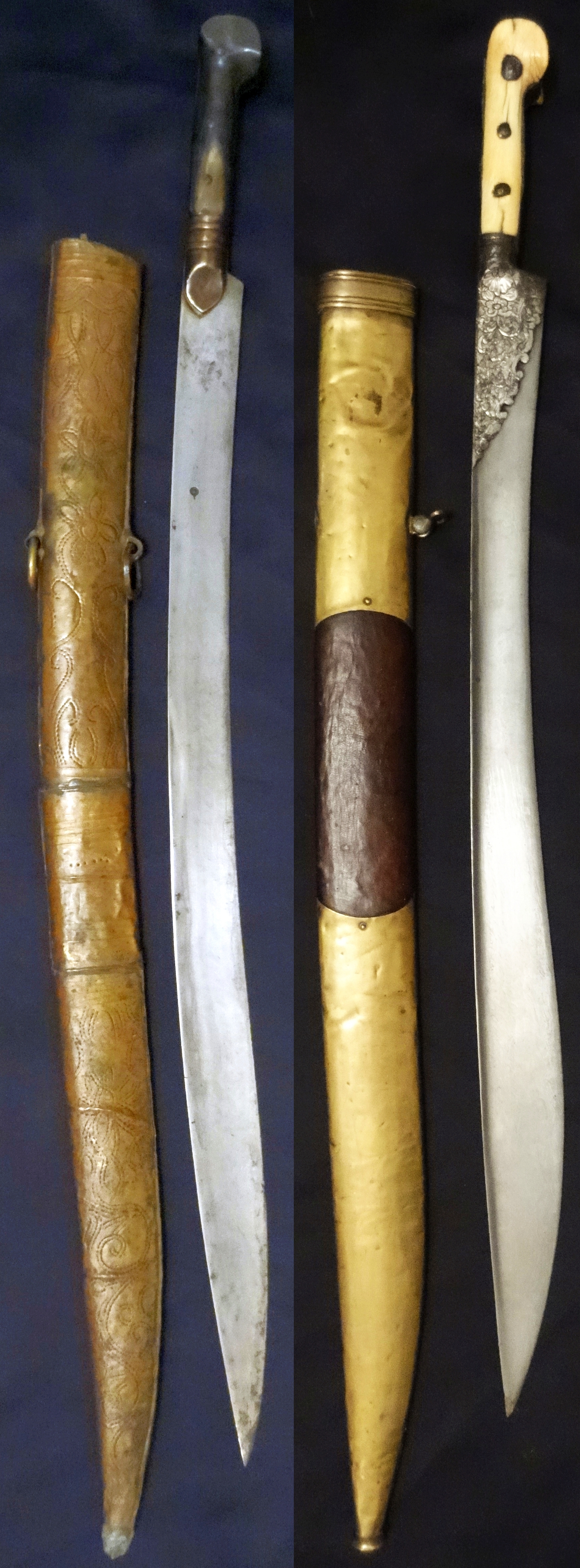
Yataganer.

Yatagan eller jatagan (turkiska: yatağan) är ett turkiskt kortsvärd snarlikt en sabel som användes av infanteri under tidigmodern tid. Vapnet har en mycket karaktäristisk form och brukades från mitten av 1500-talet ända fram till 1800-talets slut, huvudsakligen av soldater i det Osmanska rikets tjänst. 
Oftast har yataganens klinga en svag S-form, handskydd saknas och den fria änden av kaveln avslutas med två s.k. öron. Öronen ska motverka att vapnet glider ur handen.
Namnet kommer av smeden Yatağan Baba, som även gett namn till den stad i vilken han ligger begravd, Yatağan i nuvarande provinsen Denizli i sydvästra Turkiet.